# Creedmoor, Texas
Creedmoor là một thành phố thuộc quận Travis, tiểu bang Texas, Hoa Kỳ. Năm 2010, dân số của xã này là 202 người.

## Dân số
- Dân số năm 2000: 211 người.
- Dân số năm 2010: 202 người.